# Carlos Secretário
Carlos Alberto de Oliveira Secretário (São João da Madeira, 12 de maio de 1970) é um ex-futebolista português.
Atualmente, é treinador de futebol.

## Carreira

### Jogador

#### Clubes
Revelado pelo Gil Vicente em 1988, fez sucesso no Porto, onde jogou de 1993 a 1996 e entre 1998 e 2004.
Também jogou no Real Madrid, equipa que defendeu entre 1996 e 1997.
Tendo jogado ainda por Penafiel, Famalicão e Braga, encerrou a carreira de jogador em 2005, no Maia.

#### Seleção Nacional
Secretário, que registrou 35 partidas com a camisa de Portugal (disputou duas Eurocopas - 1996 e 2000 -, mas foi excluído da Copa de 2002), não tendo marcado nenhum golo.

### Treinador
Hoje dedica-se à função de treinador, iniciada em 2007, no Maia (2 anos depois de sua retirada como jogador).
Anteriormente, Secretário treinou Lousada, Arouca, Salgueiros 08, Lusitanos Saint-Maur e Cesarense.
Desde 2018 comanda o Créteil-Lusitanos.